# Hrabstwo Cherokee (Karolina Północna)

Piramida wieku hrabstwa

Hrabstwo Cherokee – hrabstwo w USA, w stanie Karolina Północna, według spisu z 2000 roku liczba ludności wynosiła 24 298. Siedzibą hrabstwa jest Murphy.

## Geografia
Według spisu hrabstwo zajmuje powierzchnię 1 209 km², z czego 1 179 km² stanowią lądy, a 30 km² stanowią wody.

### Miasta
- Andrews
- Murphy
- Marble (CDP)

### Sąsiednie hrabstwa
- Hrabstwo Graham (północny wschód)
- Hrabstwo Macon (wschód)
- Hrabstwo Clay (południowy wschód)
- Hrabstwo Union (południe)
- Hrabstwo Fannin (południe)
- Hrabstwo Monroe (północny zachód)
- Hrabstwo Polk (zachód)